# Genes to Cells
Genes to Cells is een internationaal, aan collegiale toetsing onderworpen wetenschappelijk tijdschrift op het gebied van de celbiologie en genetica. De naam wordt in literatuurverwijzingen meestal afgekort tot Gene. Cell. Het wordt uitgegeven door Wiley-Blackwell namens de Molecular Biology Society of Japan en verschijnt 12 keer per jaar.